# 莉娅·弗里德里希

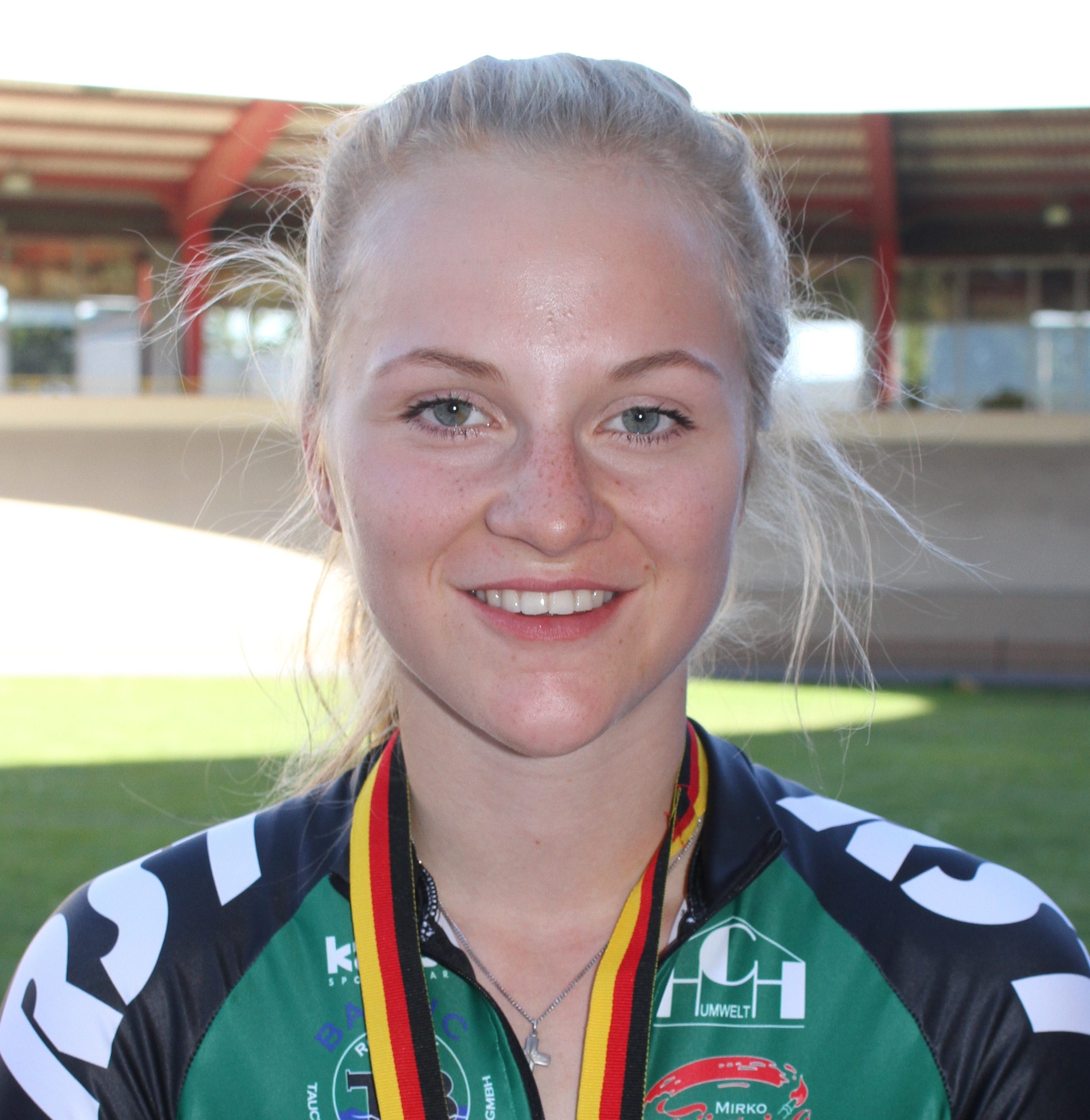
莉娅·索菲·弗里德里希

莉娅·索菲·弗里德里希（德語：Lea Sophie Friedrich，2000年1月7日—）是一名德国女子职业场地自行车运动员。她曾在2020年世界场地自行车锦标赛上获得女子500米计时赛和女子团体竞速赛的冠军。2020年奥运会获得银牌。